# Beaufort (film)
Beaufort (in ebraico: בופור) è un film di guerra del 2007 diretto da Joseph Cedar. È stato co-scritto con Ron Leshem ed è tratto proprio dal romanzo di Leshem Tredici soldati.
Il film, che fu candidato all'Oscar al miglior film straniero, parla di una unità delle Forze di difesa israeliane di stanza presso una montagna isolata dove è posto il forte Beaufort, nel sud del Libano, durante il Conflitto del Libano meridionale, e il loro comandante, Liraz Librati, che è stato l'ultimo comandante del castello di Beaufort, prima del ritiro israeliano del 2000.
Il regista del film, egli stesso un veterano israeliano che era di stanza in Libano durante la prima guerra del Libano, utilizza i muri in pietra del castello di Beaufort come simbolo della futilità della guerra e del fatto che non ha mai un vero termine.

## Trama
Il film si svolge nel 2000, l'anno del ritiro israeliano dalla Zona di Sicurezza israeliana nel sud del Libano. Racconta la vita quotidiana di un gruppo di soldati posizionati nella roccaforte dei Crociati del XII secolo del castello di Beaufort, i loro sentimenti e le loro paure, ed esplora i loro dilemmi morali nei giorni precedenti il ritiro e la fine dei 18 anni di conflitto nel sud del Libano.

## Produzione
Cedar ha detto che è stato influenzato dal film U-Boot 96 e dai "film bunker" della prima guerra mondiale durante la creazione dei tunnel sotterranei e labirinti di Beaufort. Ha anche detto che Orizzonti di gloria ha avuto una pesante influenza, in particolare nella scena del disinnesco della bomba. Informazioni storiche utili per la comprensione del film si trovano nell'articolo sulla cattura originale di Beaufort nel 1982 da parte dell'esercito israeliano.
Il film è stato girato nella primavera del 2006 nella fortezza Nimrod, una montagna fortezza sulle alture del Golan. Le riprese sono state completate nel mese di giugno, un mese prima dello scoppio della seconda guerra del Libano.

## Premi e riconoscimenti
- Candidatura all'Oscar al miglior film straniero
- Festival di Berlino 2007: miglior regista